# Susana quiere, el negro también!
Susana quiere, el negro también!, también conocida como Susana quiere, el negro también (Al que quiere celeste...), es una película cómica argentina de 1987 coescrita y dirigida por Julio de Grazia, y protagonizada por Alberto Olmedo, Susana Traverso, Julio de Grazia, Beba Bidart, Divina Gloria, Tino Pascali y Ana María Giunta.
Es una de las pocas películas argentinas de la década de 1980 en las que Alberto Olmedo no actuó junto a su habitual compañero cómico Jorge Porcel, y la única en la que interpretó el papel de padre de su hijo biológico en la vida real, Fernando. Se estrenó el 7 de mayo de 1987.

## Sinopsis
Celeste (Traverso), una prostituta con mala suerte, llega a la gran ciudad acompañada de su amigo gay (de Grazia), donde conocen a Aristóbulo, un viudo millonario y padre de tres chicos (Olmedo), a quien sienten como alguien que puede hacer realidad lo que ellos anhelan, a pesar de que Matilde (Beba Bidart), una obsesiva conocida del negro, esté empecinada en llevarlo al altar.

## Reparto
| Actor                    | Personaje                       |
| ------------------------ | ------------------------------- |
| Alberto Olmedo           | Aristóbulo Rey                  |
| Susana Traverso          | Celeste Bruzza                  |
| Julio de Grazia          | La Culi                         |
| Beba Bidart              | Matilde                         |
| Divina Gloria            | Sobrina de Matilde              |
| Tino Pascali             | Cura Sebastino                  |
| Ana María Giunta         | Mucama Pamela                   |
| Carlos Iglesias          | Lautaro                         |
| Adelco Lanza             | Empleado gay del protíbulo      |
| Márgara Alonso           | La nona                         |
| Fernando Olmedo          | Juan Pablo Rey                  |
| Alberto Piñeiro          | Victorio Rey                    |
| Patricia Alejandra Lorca | María Pía Rey                   |
| Marcos Woinsky           | El sueco                        |
| Max Berliner             | Cliente del prostíbulo          |
| Nancy Herrera            | Secretaria de Aristóbulo        |
| Alfonso Pícaro           | Hombre de la terminal de trenes |
| Chela Ruiz               | Fotografía esposa               |
| Guillermo Blanco         |                                 |